# حزب نو (ایالات متحده آمریکا)
حزب نو (به انگلیسی: New Party) سومین حزب سیاسی در ایالات متحده آمریکا بود که سعی در عمل آمیختگی انتخابات داشت. در همگرایی انتخاباتی، همان نامزد از بیش از یک حزب سیاسی نامزد می‌شود و بیش از یک رأی‌گیری را اشغال می‌کند. همجوشی زمانی در ایالات متحده متداول بود؛ اما اکنون فقط در ایالت نیویورک معمولاً انجام می‌شود، ولی در هفت ایالت دیگر این قانون مجاز است. این حزب از سال ۱۹۹۲ تا ۱۹۹۸ فعال بود. (یک حزب نو قبلی و غیر مرتبط در سال ۱۹۶۸ وجود داشت که یوجین مک‌کارتی را به عنوان رئیس‌جمهور انتخاب کرد).

## پیدایش و تأسیس
حزب جدید در اوایل دهه ۱۹۹۰ توسط دانیل کانتور، کارمند سابق مبارزات انتخاباتی ریاست جمهوری جسی جکسون در سال ۱۹۸۸، و توسط جوئل راجرز، استاد علوم سیاسی، جامعه‌شناسی و حقوق به عنوان تلاشی برای شکستن تاریخ عمدتاً ناموفق اشخاص ثالث مترقی تأسیس شد. در ایالات متحده. استراتژی آنها این بود که نامزدها را فقط در جایی که شانس منطقی پیروزی دارند، کاندیدا کنند و در صف آرا خود (یا در مواردی که از نظر قانونی امکان‌پذیر نیست، برای تأیید) نامزد مورد نظر خود را از طرف دیگری معرفی کنند.
پس از یک شروع نادرست در نیویورک، حزب جدید در چندین ایالت فصل‌های موفقیت‌آمیزی را ساخت. برخی از این فصل‌ها — مانند بخش‌های شیکاگو و لیتل راک، آرکانزاس — پایگاه اصلی حمایت از آنها را در گروه سازماندهی جامعه کم درآمد ACORN، همراه با حمایت از اتحادیه‌های مختلف کارگری داشتند. فصل‌های دیگر — مانند موارد موجود در مینیاپولیس؛ میسولا، مونتانا؛ شهرستان مونتگومری، مریلند و شهرستان دان، ویسکانسین، از حمایت‌های نهادی دیگر اتحادیه‌های کارگری و تشکل‌های جامعه برخوردار شدند. این بخشها سازمانهای سیاسی محلی را تشکیل می‌دادند که کاندیداها را کاندید می‌کردند یا از آنها حمایت می‌کردند، در وهله اول در مسابقات محلی غیر حزبی اما گاهی وارد انتخابات مقدماتی حزب دموکرات یا (به ندرت) نامزدهای مستقل سنتی به سبک حزب سوم می‌شدند. برخی از بخشهای حزب جدید قبل از تأیید، برای تشویق به پاسخگویی پس از انتخابات، ایده قراردادهای امضا شده برای نامزدها (گفته می‌شود نامزد با اصول حزب موافق است و پس از انتخابات با اعضای حزب ملاقات می‌کند) را معرفی کردند - این مورد انتقاد برخی از بدخواهان حزب قرار گرفت. بخشهای حزب نیز بین انتخابات فعال بودند و مقامات منتخب را تحت فشار قرار می‌دادند تا قوانینی را دربارهٔ موضوعاتی مانند دستمزد زندگی و مسکن ارزان قیمت تصویب کنند.

## نفوذ
در مدیسون، ویسکانسین و برخی دیگر از شهرها، حزب جدید با نامزدهای حزب سبز همکاری کرد.
حزب جدید باراک اوباما را در انتخابات موفقیت‌آمیز خود در سال ۱۹۹۶ برای سنای ایلینوی تأیید کرد.
اگرچه بنیانگذاران این حزب امیدوار بودند که بتوانند در ایالات متحده تغییر جهت‌گیری انتخاباتی ایجاد کنند، اما در این کار موفق نبودند. امیدهای آنها بیشتر به پرونده دادگاه عالی ایالات متحده Timmons v. حزب جدید شهرهای دوقلو. در سال ۱۹۹۷، دادگاه، در تصمیمی ۶–۳، ممنوعیت تأیید صلاحیت نامزدها در مینه سوتا را تأیید کرد و استدلال حزب جدید مبنی بر اینکه همجوشی انتخاباتی حق محافظت شده توسط بند آزادی انجمن اصلاحیه اول است، را رد کرد.
پس از پرونده تیمونز، حزب جدید به سرعت انصراف داد و چندین فصل ناامید شدند. شاید تنها و مطمئناً موفق‌ترین فصل محلی بازمانده، معروف به Progressive Dane، همچنان فعال و مرتبط در شهرستان دین، ویسکانسین باشد. بنیانگذار حزب جدید دانیل کانتور و دیگر کارکنان کلیدی چپ به پیدا خانواده کار حزب نیویورک (۱۹۹۸)، یک سازمان است که در ساختن سازمان جدید حزب سبک در ایالت نیویورک به حال موفقیت قابل توجه، و که در حال حاضر به سایر ایالت‌هایی که دارای رای‌گیری تلفیقی هستند، گسترش یافته‌است.